# Michał Łangowski
Michał Łangowski (ur. 17 lutego 1979 w Kołobrzegu) – lider, autor piosenek, tekstów, wokalista, gitarzysta zespołu poezji śpiewanej Cisza jak ta.
Wraz z zespołem Cisza jak ta brał udział w nagraniu 12 płyt grupy:
- Zielona magia (2005) wokal
- Sen natchniony (2006) wokal, piosenki
- Chwile (2008) wokal, piosenki
- Koncert w Radio Gdańsk (2009) wokal, piosenki
- Nasze Światy(2011) wokal, piosenki
- Wuka (2013) wokal, piosenki
- Jedyny Taki Koncert (2015) wokal, gitara akustyczna, piosenki
- Więcej Milczenia (2015) wokal, piosenki
- Nieobecność (2017) wokal, piosenki
- Ze Starej Szuflady - Szuflada Pierwsza (2016) wokal, teksty
- Ze Starej Szuflady – Szuflada Druga (2018) wokal
- Górskie Opowieści - Wędrówka Pierwsza (2015)
- Górskie Opowieści – Wędrówka Druga (2019)
- Koncert Ciszaki i Dzieciaki (2019) wokal, gitara, piosenki

Płyty solowe:
- Pomiędzy Ciszą a ciszą 1 - wokal, piosenki
- Pomiędzy Ciszą a ciszą 2 - wokal, piosenki
- Pomiędzy Ciszą a ciszą 3 - wokal, piosenki